# Chapelle Saint-Gabriel
De Chapelle Saint-Gabriel is een 12e-eeuwse kapel in het zuidoosten van de gemeente Tarascon in het Franse departement Bouches-du-Rhône. De kapel is opgetrokken in romaanse stijl en is toegewijd aan Gabriël. Ze bevindt zich op een heuveltje, omgeven door cipressen en olijfbomen.
De kapel staat in het gehuchtje Saint-Gabriel, op de plaats van het antieke Ernaginum, dat op een kruispunt van de Via Domitia, de Via Agrippa en de Via Julia Augusta lag.
De Chapelle Saint-Gabriel heeft een rijk gedecoreerde façade, met een geleding die geïnspireerd is op de oudheid en met Korinthische zuilen. Boven de ingang bevindt zich een timpaan met een voorstelling van Daniël in de leeuwenkuil en Adam en Eva met de slang. Dit ingangsportaal wordt omgeven door een tweede portaal met een driehoekig fronton; hierin zijn de annunciatie en de visitatie afgebeeld. Op het fronton is een afbeelding van het Lam Gods geplaatst. Rondom de oculus staan de symbolen van de evangelisten (tetramorf).
De kapel heeft een schip van drie traveeën en een vijfhoekig koor.
Sinds 1840 is de Chapelle Saint-Gabriel beschermd als monument historique.

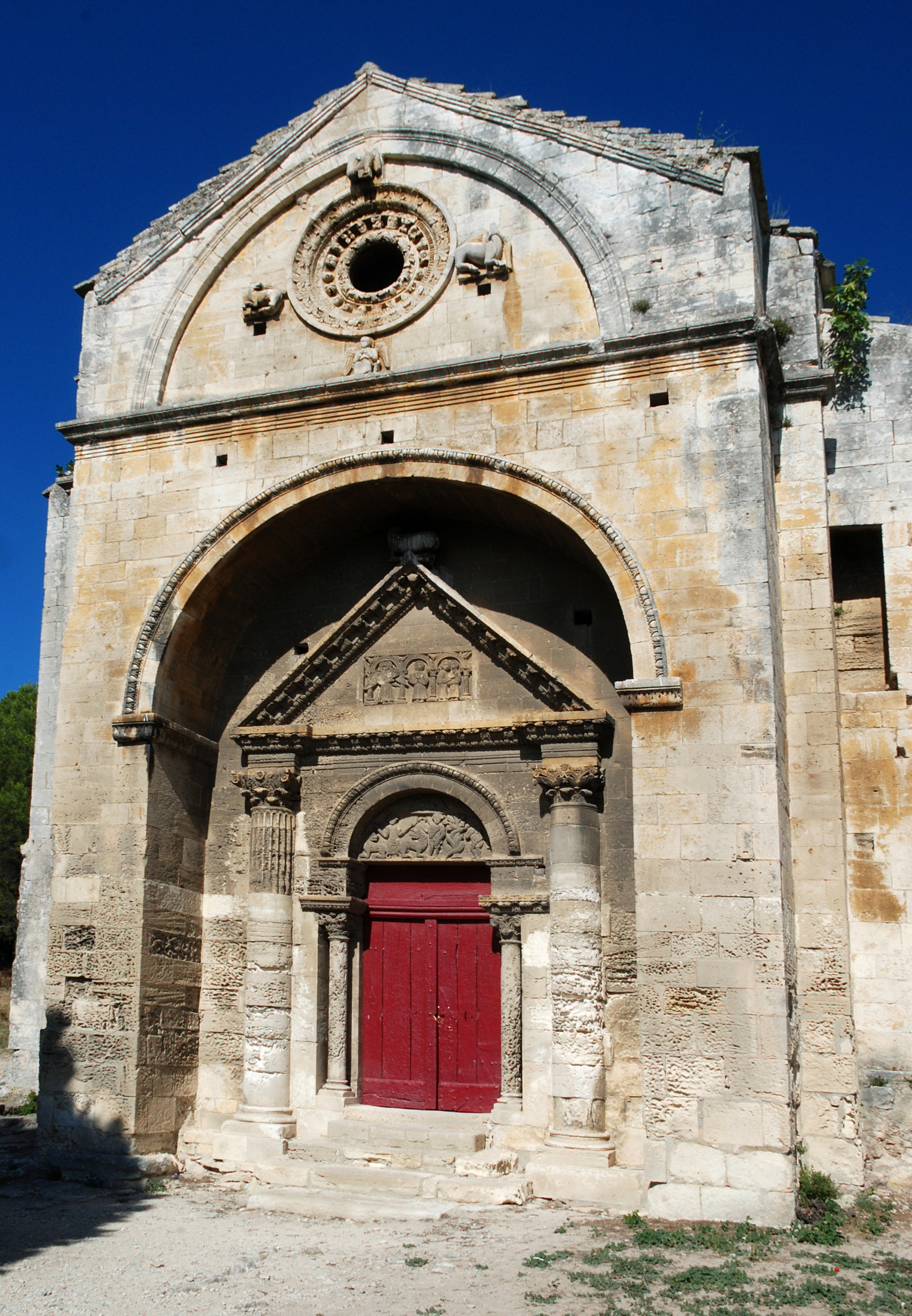
Façade
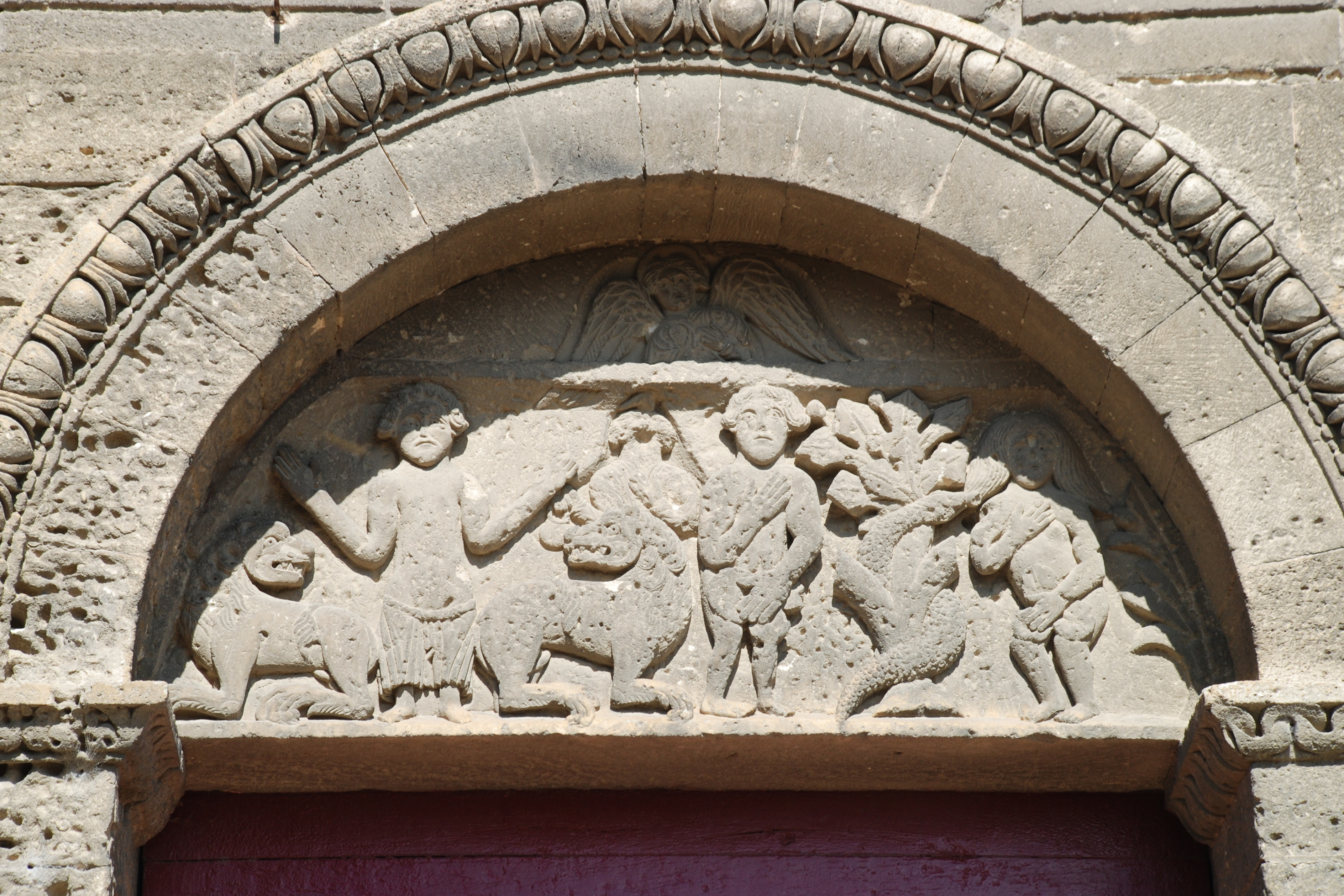
Timpaan met Daniël in de leeuwenkuil en Adam en Eva met de slang
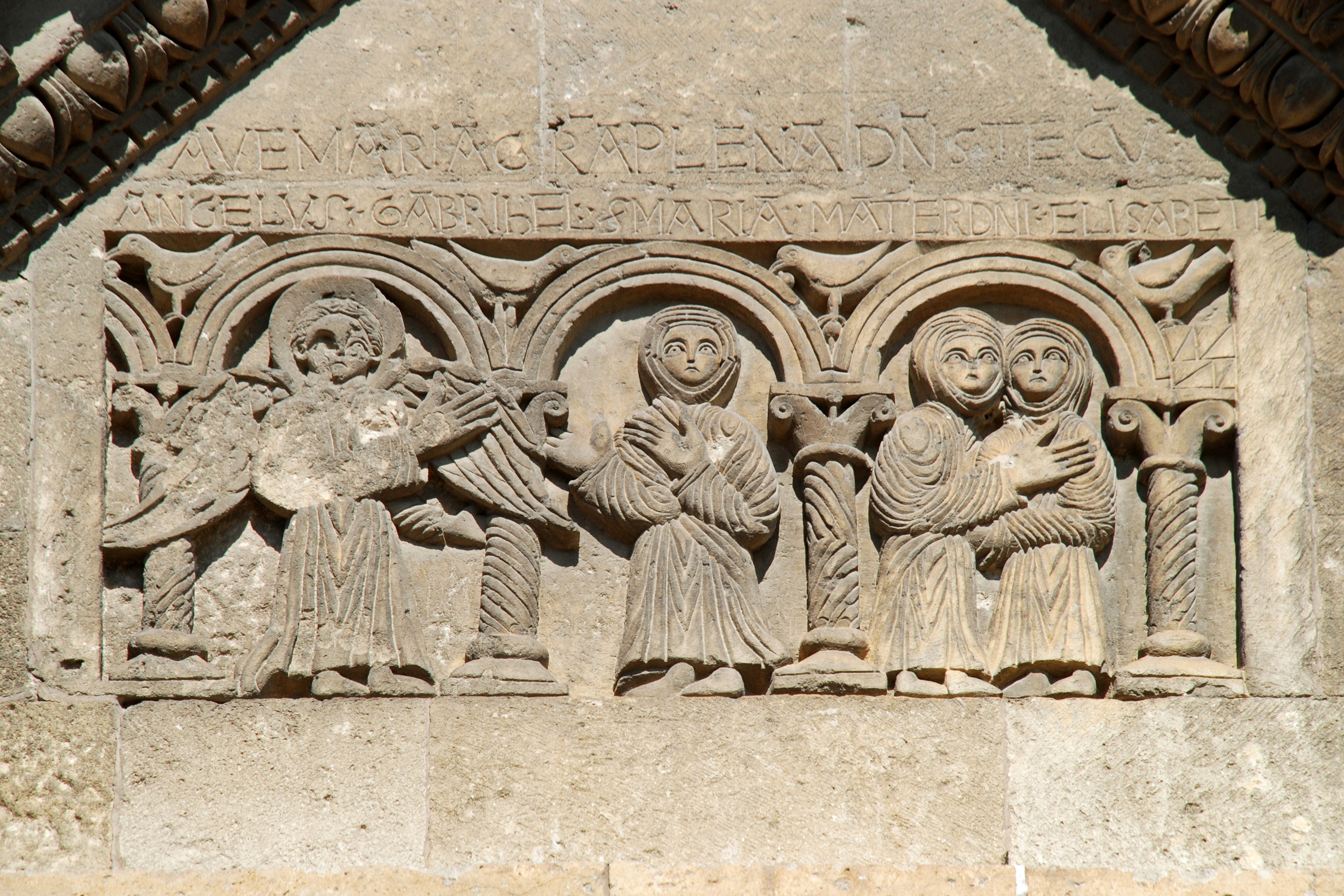
Annunciatie en visitatie
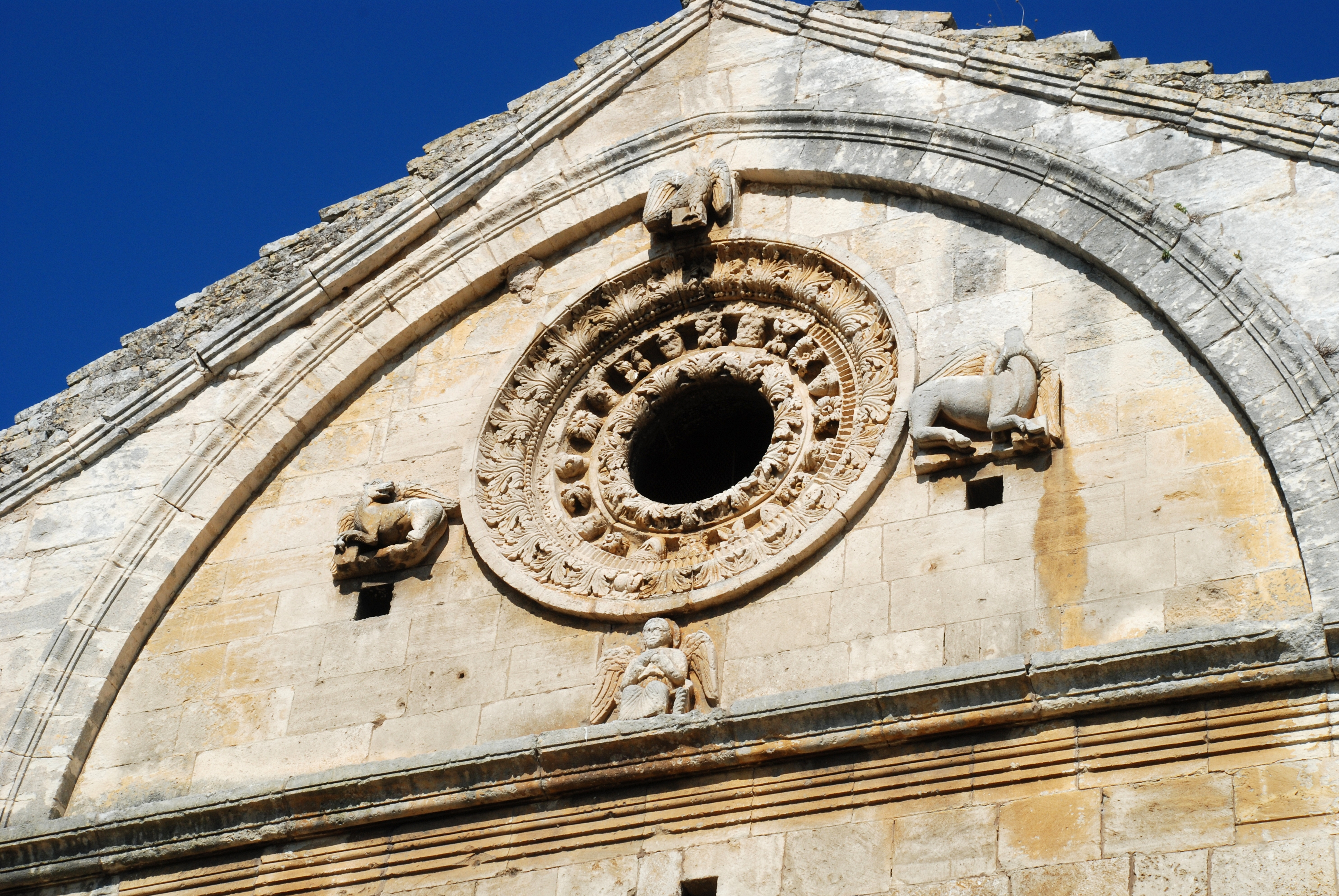
Oculus